# Sharon Cuneta

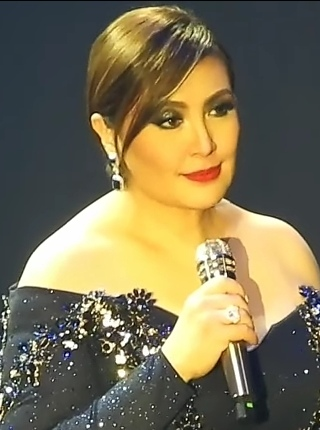
Sharon Cuneta im Jahr 2019

Sharon Gamboa Cuneta (* 6. Januar 1966 in Pasay City) ist eine philippinische Schauspielerin und Fernsehmoderatorin. Sie gilt als eine der besten Sängerinnen des Inselstaates und ist bekannt als der Mega-Star des philippinischen Showbiz.

## Leben

### Persönliche Daten
Cunetas Mutter stammt aus Pampanga, ihr Vater war über vier Jahrzehnte Bürgermeister von Pasay City.
Ihre Partnerschaft im Film Dear Heart mit dem Mädchenschwarm der Regal Films, Gabby Concepcion, machte beiden Mitte der 80er Jahre zu dem Traumpaar des philippinischen Kinos, vor wie hinter der Kamera. Später, als sie 19 Jahren alt war, heirateten die beiden standesamtlich und am 23. September 1984 kirchlich. Einer der Hauptsponsor (Ninong) ihrer Vermählung war der damalige Präsidenten und Diktator Ferdinand Marcos.
Im April 1985 brachte Sharon ihre Tochter Maria Kristina Cassandra Concepcion (kurz KC Concepcion) zur Welt. Die Ehe mit Gabby hielt jedoch nicht lange und wurde, da es auf den Philippinen keine Scheidung gibt, im Jahre 1987 annulliert.
Seit 1998 ist Sharon Cuneta mit dem Senator Francis Pangilinan verheiratet und brachte im November 2000 ihre zweite Tochter Simone Francesca Emmanuelle (kurz Frankie) und im September 2004 ihre dritte Tochter Mariel Daniella Sophia (Miel) zur Welt.

### Karriere
Zum ersten Mal tauchte sie im Jahre 1978 in den Hitlisten auf, als sie im Alter von 12 Jahren mit dem Song Mr. D.J. in die philippinischen Charts stürmte. Das Lied wurde landesweit bekannt und brachte ihr den Titel D.J.'s Pet (D.J. Kuscheltier) ein, der auch der Titel ihres ersten Albums war.
Weitere Hitalben folgten. In den ersten Jahren wurden Cuneta viele Filmmusiktitel dieser Zeit angeboten, was dazu führte, dass sie zu einem der ersten Movie Soundtrack (Filmmusik) Stars des Landes wurde.
Im Alter von 15 Jahren gab sie ihr Filmdebüt in dem 1981 gedrehten Streifen Dear Heart zusammen mit dem Jungstar Gabby Concepcion für das Studio Sining Silangan Productions. Nach dem Erfolg von Dear Heart wurde sie im Folgenden in mehr als 50 Filmen besetzt und erlangte zwischen den Jahren 1985 und 1993 den Ruf eines Kassenmagneten und den Titel Box Office Queen (Kassenkönigin).
Ihre frühen Filme zeigten sie in der Besetzung des armen kleinen reichen Mädchens. Danach entschieden die Produzenten, ihre Rollen in den arm wird reich-Typ zu wandeln. Obwohl sie in einer einflussreichen, politisch orientierten Familie aufgewachsen war, vermochte sie es, durch ihre Intelligenz, ihren Humor und ihren bodenständigen Charakter, sowohl die Oberschicht des Landes, wie auch die philippinische Masse gleichermaßen zu begeistern.
Schon früh begann sie ihre Moderatorenfähigkeiten zusammen mit anderen Jungtalenten in verschiedenen Shows zu beweisen. Ihre Musical-Varietät Show T.S.C.S, The Sharon Cuneta Show, die zwischen 1985 und 1997 ausgestrahlt wurde, war eine der am längsten laufenden Fernsehshows der Philippinen.
Der Erfolg von Sharon im Beruf ging weiter und blieb nicht alleine auf die Philippinen begrenzt. Sie war z. B. die erste philippinische Künstlerin, deren Konzert das Los Angeles Shrine Auditorium bis zum letzten Platz füllte, zuerst 1988 und ebenso in ihrem 2005er Konzert. Sie sang vor einem „Standing room only“ Publikum, bei dem selbst die Freiräume zwischen den Sitzplätzen von Zuhörern besetzt waren. Ihr Tourposter ist in der Hall of Fame des Shrine’s ausgestellt und hängt dort neben Stars, wie Michael Jackson, Barbra Streisand und Sheena Easton. Sie beeindruckte den ehemaligen Bürgermeister von Los Angeles Tom Bradley derart, dass dieser sich nach einem Konzertbesuchte veranlasst fühlte, Sharon anschließend mit dem Ehrenschlüssel der Stadt von Los Angeles auszuzeichnen.
Im Jahre 1990 sang sie ein Duett mit dem bekannten Star aus Hongkong, Andy Lau, mit dem sie den Song In Your Eyes, komponiert von Jim Brickman, weltweit herausbrachte.
1996 schaffte sie den Grand Slam der philippinischen Filmindustrie mit dem Film Madrasta, in dem sie die Rolle einer liebenden Stiefmutter spielte. Sharon ist damit eine der wenigen Schauspieler, zusammen mit Nora Aunor und Vilma Santos, die alle wichtigen Auszeichnungen des philippinischen Films in ihrer Karriere erhalten hat.
Der "Grand Slam" besteht aus: Dem Star Awards for Movies, dem People's Choice Award der Film Academy of the Philippines, dem Gawad Urian, vergeben von Manunuri Ng Pelikulang Pilipino und dem FAMAS (Filipino Academy of Movie Arts and Sciences).
Im Jahre 2004 wurde Sharon bei den Internationalen Filmfestspielen von Brüssel als beste Hauptdarstellerin für ihren Film Crying Ladies ausgezeichnet, in dem sie die Frau Stella Mate spielte, eine verurteilte, geschiedene, allein erziehende Mutter, die sich in den Straßen von Manila durch das Leben schlägt. Zusammen mit zwei anderen Freunden nimmt sie schließlich einen Job an, bei dem sie gegen Geld auf chinesischen Beerdigungen weint und alles tut, um ihren Sohn versorgen zu können.
Am 6. Januar 2006 kehrte sie zu ihrem 40. Geburtstag mit der Show Ang Pagbabalik Ng Bituin (etwa zu übersetzen mit die Rückkehr eines Stars) zurück ins Rampenlicht. Danach begann sie eine neue Talkshow mit dem Titel Sharon. Sie gilt heute als einer der bestbezahlten Entertainer der Philippinen.
Ihre Fans nennen sich selbst Sharonians.

## Filme
- 1981: Dear Heart
- 1981: P.S. I Love You
- 1982: Cross My Heart
- 1982: Forgive And Forget
- 1982: My Only Love
- 1983: Friends In Love
- 1983: To Love Again
- 1984: Bukas Luluhod Ang Mga Tala
- 1984: Dapat Ka Bang Mahalin?
- 1984: Sa Hirap At Ginhawa
- 1985: Bituing Walang Ningning
- 1985: Kailan Sasabihing Mahal Kita?
- 1985: Pati Ba Pintig Ng Puso?
- 1986: Captain Barbell
- 1986: Nakagapos Na Puso
- 1986: Sana'y Wala Nang Wakas
- 1987: Jack And Jill
- 1987: Kung Aagawin Mo Ang Lahat Sa Akin
- 1987: Pasan Ko Ang Daigdig
- 1987: Walang Karugtong Ang Nakaraan
- 1988: Buy One, Take One
- 1988: Jack And Jill Sa Amerika
- 1989: Babangon Ako't Dudurugin
- 1989: Kahit Wala Ka Na
- 1989: Oras-Oras, Araw-Araw
- 1989: Tatlong Mukha Ng Pag-ibig
- 1990: Bakit Ikaw Pa Rin?
- 1990: Biktima
- 1990: Kahit konting pagtingin
- 1991: Kaputol Ng Isang Awit
- 1991: Maging Sino Ka Man
- 1991: Una Kang Naging Akin
- 1992: Ngayon At Kailanman
- 1992: Pangako Sa 'Yo
- 1992: Tayong Dalawa
- 1993: Di Na Natuto
- 1993: Ikaw
- 1993: Kung Kailangan Mo Ako
- 1994: Kapantay Ay Langit
- 1994: Megamol
- 1995: Minsan Pa (Kahit Konting Pagtingin 2) – Sequel zu Kahit konting pagtingin
- 1995: The Lilian Velez Story
- 1996: Madrasta
- 1997: Nang Iniwan Mo Ako
- 1997: Wala Nang Iibigin Pang Iba
- 1999: Minsan, Minahal Kita
- 2001: Pagdating Ng Panahon
- 2002: Magkapatid
- 2003: Crying Ladies
- 2003: Kung Ako Na Lang Sana
- 2003: Walang Kapalit
- 2007: Kusina (GMA Films und Unitel Pictures)
- 2008: Caregiver

## Plattenveröffentlichungen
Singles
- 1978 Tawag ng Pag-Ibig
- 1978 Mr. DJ
- 1978 Kahit Maputi Na Ang Buhok Ko
- 1979 Santo Nino
- 1979 Ewan – (Duett mit Louie Ocampo)
- 1980 Mahal
- 1999 If You Walked Away – (Duett mit David Pomeranz)

Alben
- 1978 DJ's Pet
- 1978 Sharon
- 1980 Sharon Cuneta
- 1981 High School
- 1982 Sixteen
- 1982 P.S. I Love You
- 1983 Sharon and Love
- 1985 Sana'y Wala Nang Wakas
- 1990 For Broken Hearts Only
- 1991 Movie Theme Songs
- 1991 Sharon Sings Valera
- 1991 Maging Sino Ka Man
- 1991 Kaputol Ng Isang Awit
- 1991 The Sharon Cuneta Christmas Album
- 1992 Si Sharon at Si Canseco
- 1992 Ikaw at Ako
- 1994 Kapantay Ay Langit
- 1994 Sana'y Wala Nang Wakas – Special Collector's Edition
- 1994 Sinasamba Kita – Special Collector's Edition
- 1994 The Best of Sharon Cuneta
- 1994 Sharon Sings Duets
- 1994 Megamol Soundtrack
- 1996 The Other Side of Me
- 1997 Mega Up-Close: The Live Album
- 1999 Sharon at 20
- 1999 When I Love
- 2001 Nothing I Want More
- 2001 All I Ever Want
- 2002 25 Years, 25 Hits
- 2002 Mega Collection Audio Visual Anthology
- 2003 The Mega Collection Double CD
- 2003 Walang Kapalit and Other Songs by Rey Valera
- 2003 Kung Ako Na Lang Sana – Soundtrack
- 2004 Sharon Sings Alcasid
- 2004 Sharon Sings Duets
- 2005 Sharon Cuneta 40th Anniversary
- 2005 Sharon Silver Series Movie Theme Song
- 2005 Paskong Nagdaan
- 2006 Isn't It Romantic

## Fernsehshows
- 1979–1980: C.U.T.E. Call Us Two for Entertainment - Musical Variety Show mit Helen Gamboa (IBC-13)
- 1982–1983: Okay, Sha! – Musical/Sitcom (BBC-2)
- 1979–1985: Germspecial/GMA Supershow – Musical Variety Show mit German Moreno (GMA-7)
- 1986–1997: The Sharon Cuneta Show – Musical Variety Show (IBC-13 and ABS-CBN-2)
- 21-Dez-1997: The Sharon Cuneta Christmas Special: I'll Be Home For Christmas (ABS-CBN-2)
- 05-Jul-1998: A Place Called Home – Dokumentation (ABS-CBN-2)
- seit 1998: Sharon – Musical Talk Show (ABS-CBN-2)

## Preise & Spezielle Auszeichnungen
Schauspielpreise
- 1984: Sa Hirap in Ginhawa. Film Academy der Philippine.
- 1984: Dapat Ka Bang Mahalin. FAMAS.
- 1984: Dapat Ka Bang Mahalin. KOMOPB
- 1992: Tayong Dalawa. Movie Magazine’s Film Review Awards.
- 1997: Madrasta. PMPC Star Awards for Movies.
- 1997: Madrasta. FAP.
- 1997: Madrasta. People’s Choice Awards
- 1997: Madrasta. FAMAS.
- 1997: Madrasta. Gawad Urian.
- 2002: Magkapatid. Manila Film Festival.
- 2003: Crying Ladies. People’s Choice Awards. Metro Manila Film Festival.
- 2004: Crying Ladies. Pasado Awards. (vergeben von Lehrern)
- 2004: Crying Ladies. Brussels International Independent Film Festival.
- 2004: DEKADA Best Actress Honoree PMPC Star Awards for Movies
- 2005: Pinakapasadong Artista/Natatanging Artista ng Taon (für Crying Ladies). PASADO Awards.

Kinopreise
- 1981–1982: Berühmteste Jungschauspielerin, Königin der RP Movies. Guillermo Mendoza Memorial Scholarship Foundation, Inc. (GMMSF)
- 1982–1983: Miss RP Movies. GMMSF.
- 1983–1984: Miss RP Movies. GMMSF.
- 1984: Box. Office Queen of RP Movies. GMMSF.
- 1985: Box. Office Queen of RP Movies. GMMSF.
- 1986: Beste weiblicher Box Office Star of 1985. Bida sa Takilya übergeben während der FAMAS Awards
- 1986: Box. Office Queen of RP Movies. GMMSF.
- 1987: Box. Office Queen of RP Movies. GMMSF.
- 1989: Box. Office Queen of RP Movies. GMMSF.
- 1990: Elevated to the Box Office Hall of Fame. GMMSF.
- 1991: Kahit Konting Pagtingin. Box Office Queen of RP Movies. GMMSF.
- 1992: Maging Sino Ka Man. Box. Office Queen of RP Movies. GMMSF.
- 1992: Box Office Record Award für Maging Sino Ka Man (zusammen mit Robin Padilla) übergeben von der Greater Metro Manila Theater Association.
- 1993: Pangako Sa ‘Yo. Box. Office Queen of RP Movies. GMMSF.
- 1996: Madrasta. Box. Office Queen of RP Movies. GMMSF.

Konzert-/Musikpreise
- 1980: Jukebox Princess. BAMCI Promotions Awards, 1981.
- 1985: Most Outstanding Female Concert Hall Act für Sharon Solo With The Boys 1984 Concert. Aliw Awards
- 1991: One of 10 Most Outstanding Recording Artists. 7th Annual Tinig Awards. (NPCP)
- 1991: Double Platinum Award. Für Broken Hearts Only
- 1991: Best Female Vocal Performance (Kung Tayo’y Magkakalayo). DZMB
- 1992: Best Performance by a Female Recording Artist (Ngayon at Kailanman)
- 1992: Platinum Award. Si Sharon at Si Canseco
- 1992: Double Platinum Award. Sharon Movie Theme Songs
- 1992: Triple Platinum Award. Sharon Sings Valera.
- 1990: Die erste und einzige asiatische Künstlerin, die in die Ruhmeshalle, der HALL OF FAME, des Los Angeles Shrine Auditorium aufgenommen wurde, während ihrer The Sharon Cuneta Concert Tour im Jahre 1990. (Andere dort vertretende Künstler sind z. B. Sheena Easton und Michael Jackson.)
- 1997: Die erste und einzige asiatische Künstlerin, die in die Ruhmeshalle, der HALL OF FAME der MGM Grand Garden aufgenommen wurde, nach ihrer Mega Concert Tour 1997
- 1998: Ausgezeichnet mit dem Plaque of Welcome and Appreciation (adoptierte Tochter von L.A.) übergeben vom Bürgermeister von Los Angeles Mayor Tom Bradley während der The Sharon Cuneta US Concert Tour '88 im Los Angeles Shrine Auditorium
- 1998: Gintong Tinig Awardee. Metro Star Search.
- 1999: Gold Record Award (nach einer Woche) / Double Platinum Award. When I Love
- 2001: Bescheinigter neuer Hausrekord (12,000 Sitzplätze) im Hongkong Coliseum. HK Coliseum Concert. Mai 2001.
- 2001: Gold Record Award. Für Nothing I Want More
- 2002: Dangal ng Musikang Plilipino Award (Lifetime Achievement Award). Board of Directors of the Phil. Association of Recording Industry. November 2002.
- 2006: Lifetime Achievement Awardee MYX
- 2006: Elite Platinum Circle Awardee ASAP 06
- 2006: Double Platinum Award für Isn’t It Romantic
- 2007: Triple Platinum Award Isn’t It Romantic

Moderatorenpreise
- 1990–1996: Beste weibliche Fernsehmoderatorin. The Sharon Cuneta Show, PMPC Star Awards for Television
- 2000: Beste weibliche Talk Show-Moderatorin. Sharon, KBP Golden Dove Awards
- 2006: Sharon, Hochgelobte beste Unterhaltungspräsentatorin, 2006 Asian Television Awards.

Weitere Auszeichnungen
- 2001: Hallmark Women Achiever Awardee. Titelträgerin in der Kategorie Entertainment (zusammen mit Laurice Guillen) Hallmark Channel. Übergeben während ihrer Feier zur Women's Week Film Festival Celebration. Mai 2001.
- 2001: Ulirang Ina Awardee.
- 2002: Patnubay ng Sining at Kalinangan Medal (für Kinofilme). City of Manila Awardee. (Eine von 12 selbstständigen Künstlern) Juni 2002.
- 2002: 1st Celebrity Millionaire. Who Wants to be a Millionaire?
- 2002: 1st Celebrity Millionaire. Game Ka Na Ba?
- 2003: Celebrity Millionaire. Game Ka Na Ba?
- 2004: The Most Effective Product Endorser, survey conducted by AC Nielsen. February.
- 2000: Nr.5 auf der Liste der 50 bedeutendsten Menschen in der philippinischen Unterhaltungsbranche.
- TSCS: 40%+ Zuschauerquote bei ihrer ersten Fernsehsendung. 2. nur nach dem Mike Tyson Kampf
- 1999: Eine der meist bewunderten Filipinos (Platz 4, in der Kategorie der Damen) Pulse Asia, Inc. Ulat ng Bayan Survey. 2. – 16. September 1999
- 2004: DEKADA Best Schauspielerin. PMPC Star Awards März 2004
- 1993: KAPP Chairman. 1993. (Kapisanan ng Artista ng Pelikulang Pilipino)
- 2004: Eine der 15 besten Schauspielerinnen aller Zeiten auf den Philippinen [Gemäß dem Director’s Guild of the Philippine (DGPI)]
- 2004: Eine der 10 meist bewunderten Leute auf den Philippinen '(TOYM) Awardee

Internetpreise
- 1999, 2001 und 2002: Publikumspreis für die Beste Prominentenwebseite. Philippine Web Awards.
- 1999–2002: Finalist der besten Prominentenwebseite. Philippine Web Awards.
- 1998: YEHEY.COM TOP 20 SITE. November 1998

Zeitschriftenpreise
- 2001: Eine der 10 schönsten Frauen des Mega Magazine. 2001
- 2004: Nr. 20 in BizNewsAsias Liste der Top 100 der bedeutendsten Filipinos 2003.
- 2003: Nr. 31 in BizNewsAsias Liste der Top 100 der bedeutendsten Filipinos 2002.
- 1998: One of Istudyantes (die erste nationale Zeitung für Studenten) Idole unserer Zeit. Zusammen mit Robert Jaworski & Lean Alejandro. 1988.
- 2001: Leserwahlpreis – Female Star Quality. YES! Magazine
- 2002: Leserwahlpreis – Female Star Quality. YES! Magazine
- 1999: Nr. 1 in der Liste der 15 Leuchtendsten Sterne im philippinischen Showbiz. Alan Diones. Moviestar Magazine.October ’99.
- 1999: Eine der TOP 10 Schauspielerinnen des Jahrzehnts. Noel Ferrer. The Manila Standard. November 1999.
- 1999: Nr. 6 in der Liste des lokalen Showbizs der 10 am meisten faszinierenden Stars. Calvin Murphy P. Neria. Mai 1999

Bücher und Veröffentlichungen
- Kultur-Ikone der Philippinen (coffeetable book) – Visitacion Dela Torre.
- 100 Frauen der Philippinen (coffeetable book) – Joy Buensalido.
- Richard Gomez At Ang Mito ng Pagkalalake. Sharon Cuneta At Ang Perpetwal Na Birhen At Iba Pang Sanaysay Ukol Sa Bida sa Pelikula Bilang Kultural Na Texto. Rolando B. Tolentino

Filme
- PREVIEW Magazine’s Top 10 Verleihfilme – 2003. Madrasta & Bituing Walang Ningning.
- Crying Ladies. Official Beitrag der Philippinen zu der Oscars-Verleihung (Academy Awards) 2003